# Rijksschool voor de klei- en aardewerkindustrie

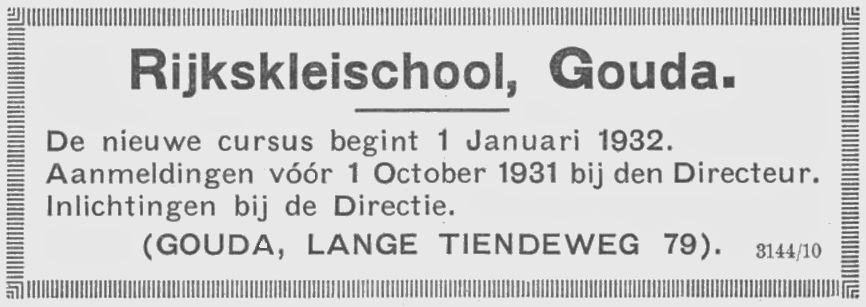
Advertentie in de Staatscourant, 25 juni 1931

Rijksschool voor de klei- en aardewerkindustrie was een nijverheidsopleiding, gevestigd in Gouda, in de Nederlandse provincie Zuid-Holland. De school wordt ook vermeld als Rijks Keramische School Gouda of kortweg als Rijkskleischool of Kleischool.

## Geschiedenis
Begin 20e eeuw kende Nederland een aantal Rijksscholen binnen het nijverheidsonderwijs: de Rijksnormaalschool voor Teekenonderwijzers en de Rijksschool voor Kunstnijverheid, beide in Amsterdam, de Rijksvak- en kunstnijverheidsschool tot opleiding van goud- en zilversmeden in Schoonhoven, de Rijksschoenmakers- en leerlooiersschool in Waalwijk, de Rijksrietvlechtschool in Noordwolde en de Rijkslandbouwhuishoudschool Nieuw Rollecate in Deventer. Vanuit de aardewerkindustrie kwam de vraag naar een eigen vakschool. De Goudse burgemeester R.L. Martens haakte daarop in en stuurde in 1915 een brief naar minister Cort van der Linden. Gouda was van oudsher bekend met aardewerkbedrijven, waaronder Goedewaagen, Van der Want en de Plateelbakkerij Zuid-Holland, en had een gunstige ligging. Begin 1920 werd door de regering besloten dat een dergelijke school er inderdaad zou moeten komen. Er werd een raad van advies samengesteld met mensen uit de industrie, onder wie W.C. Brouwer, directeur van N.V. Brouwer's Aardewerkfabrieken en A. Goedewaagen jr., en als voorzitter H.W. Mauser, directeur van De Porceleyne Fles in Delft. In 1921 werd Frederik Regout, telg uit de Maastrichtse familie van aardewerkfabrikanten Regout, aangesteld als directeur. Een jaar later volgde de aanstelling van dr. Kurt Zimmermann tot leraar-scheikundige.
Voor onderdak van de school stelde de gemeente Gouda de Sint-Jorisdoelen aan de Lange Tiendeweg beschikbaar, waar eerder een hbs was gevestigd. De school werd op 12 september 1923 officieel geopend door H.J. de Groot, inspecteur-generaal van het Nijverheidsonderwijs, die namens de minister van Onderwijs, Kunsten en Wetenschappen de openingsrede uitsprak. Het doel van de opleiding was "practisch en theoretisch onderwijs te geven in alle vakken welke van belang zijn voor genoemde industrieën, in technisch, commercieel en artistiek opzicht." De dagopleiding duurde twee semesters en was bedoeld voor fabrikanten en bedrijfsleiders. Naast de theoretische vakken scheikunde, technologie, ovenbouw en brandstoffen, boekhouding en arbeidswetgeving werden er lessen gegeven in schilderen, tekenen, boetseren en modelleren. De school bleef klein, met vijf tot tien leerlingen per jaar. Tot de leerlingen behoorden keramisten als Lea Halpern en Maarten Witte van Leeuwen. In 1925 nam de school deel aan de Utrechtse jaarbeurs met aardewerk gemaakt uit Surinaamse kleisoorten.
Aan de school was de Rijksproefstation en -voorlichtingsdienst voor de nijverheid verbonden. Bij het proefstation werd onderzoek gedaan naar grondstoffen en producten, zoals kleimonsters, mergel en zand, en kon men advies krijgen over onder meer het glazuren en kleuren van stenen en pannen, ovenbouw, drooginstallaties en technologische ontwikkeling van de aardewerkindustrie.
Na een aantal jaren moest directeur Regout wegens gezondheidsredenen stoppen. Hij kreeg per 1 juli 1929 zijn ontslag en werd opgevolgd door Zimmermann. Zimmermann werd op zijn beurt als leraar-scheikundige in 1930 opgevolgd door ir. G.F. Verhorst.

## Reorganisatie
Onder Zimmermann vond een reorganisatie plaats, de focus van de school verschoof daarbij van de fijne keramische industrie naar de aardewerkindustrie. De dagcursus bestond alleen nog uit een bedrijfsleiderscursus voor de steen- en pannenindustrie. Er werden nog wel avondcursussen modelleren en handdraaien gegeven. Het proefstation kreeg een belangrijkere rol met betrekking tot onderzoek voor en voorlichting aan ondernemers. In 1931 werd besloten dat de kosten van de school en het proefstation niet langer ten laste kwamen van de begroting van het ministerie van Onderwijs, Kunsten en Wetenschappen, maar werden toegewezen aan het ministerie van Arbeid, Handel en Nijverheid. In 1932 werd de onderwijsafdeling opgeheven,  de nieuwe naam van het instituut werd Rijksproefstation en voorlichtingsdienst ten bate van de klei- en aardewerkindustrie, of kortweg Rijkskleiproefstation. Zimmermann bleef aan als directeur, tot hij in 1941 een aanstelling kreeg als directeur van het centraal laboratorium voor de steenindustrie in Berlijn en vertrok uit Gouda. Het Rijkskleiproefstation werd daarop onderdeel van de Nederlandse Organisatie voor toegepast-natuurwetenschappelijk onderzoek (T.N.O.) en omgedoopt tot Keramisch Instituut T.N.O.

## Directeuren
- 1921-1929 Frederik Regout
- 1929-1932 Kurt Zimmermann

## Leerlingen
- Coen Brouwer
- Lea Halpern
- Thera Hofstede Crull
- Maarten Witte van Leeuwen